# پمبروک (کارولینای شمالی)
پمبروک (به انگلیسی: Pembroke) شهری در ایالت کارولینای شمالی کشور ایالات متحده آمریکا است که جمعیت آن در سرشماری سال ۲۰۱۰ میلادی، ۲٬۹۷۳ نفر بوده‌است.